# The Curse of Sherwood
The Curse of Sherwood è un videogioco di genere avventura dinamica prodotto dalla Mastertronic nel 1987 per i computer Amstrad CPC, Commodore 64 e ZX Spectrum. Ha un'ambientazione fantasy nella quale si controlla il personaggio di Fra Tuck.

## Trama
Il culto di Sagalia ha assunto il controllo della foresta di Sherwood. Gli abitanti si sono rivolti a Robin Hood e ai suoi uomini, ma costoro non possono far nulla contro la magia. Il vescovo di Derby ha acconsentito a procedere con un esorcismo e Fra Tuck ha il compito di assisterlo, ma il frate arriva tardi all'appuntamento con il prelato e scopre che è stato assassinato. Sul cadavere, Fra Tuck trova una pergamena contenente una poesia che fornisce degli indizi per sconfiggere il culto di Sagalia. Fra Tuck scopre poi che Robin Hood e compagni sono impegnati a combattere le forze armate del culto, per cui tocca a lui il compito di entrare nella foresta e rompere la maledizione.
Il gioco inizia a questo punto. Il manuale contiene una filastrocca in rima che dà alcuni consigli sul da farsi, in particolare per fermare la maledizione Fra Tuck deve infine trovare una croce d'argento e portarla su un pentacolo.

## Modalità di gioco
Il protagonista del videogioco è Fra Tuck. Il giocatore deve muovere il personaggio in tutte le direzioni attraverso diverse schermate, ognuna delle quali rappresenta una diversa zona della foresta o a volte l'interno di edifici. 
Lo scenario è abbastanza grande e richiede una certa ricerca dei percorsi da seguire.
All'interno di quasi tutte le schermate ci sono degli avversari, membri del culto di Sagalia, animali o altre creature, oppure dei maghi e delle streghe che possono dare una mano al frate nel corso della sua avventura, in cambio di qualcosa. Il protagonista inizia armato solo di una spada, ma nel corso del gioco potrà raccogliere le armi che gli avversari caduti hanno lasciato sul terreno e anche prendere degli oggetti supplementari per poter accedere a zone inizialmente non accessibili.
Si può trasportare una sola arma alla volta e sono tutte di fatto armi a distanza che vengono sparate in orizzontale; anche molti dei nemici sparano a loro volta. Gli altri oggetti sono trasportabili fino a tre alla volta e vengono mostrati in un inventario a icone in cima allo schermo, insieme all'arma, il punteggio e le vite.

## Accoglienza
The Curse of Sherwood era una pubblicazione a basso prezzo e fu giudicato senza molte pretese dalla stampa europea. Era visto come relativamente semplice e poco originale, sul genere di molte avventure dinamiche simili, come Firelord o Con-Quest (sviluppato poco tempo prima dallo stesso autore Derek Brewster).
Nel complesso, in tutte le versioni ricevette generalmente giudizi medi, equivalenti a voti compresi tra 5 e 7 su 10.
Su ZX Spectrum venne segnalata la presenza di qualche baco.
Frequentemente il sonoro venne giudicato molto povero.